# アラン・パスクァ
アラン・パスクァ（Alan Pasqua、1952年6月28日 - ）は、アメリカ合衆国のジャズ・ピアニスト、教育者、作曲家である。彼はインディアナ大学とニューイングランド音楽院で学んだ。ドラマーのピーター・アースキンが参加したパスクァのアルバム『Standards』は、2008年のグラミー賞にノミネートされた。セッション・ミュージシャンとして、ボブ・ディラン、サンタナ、シェール、マイケル・ブーブレ、エディ・マネー、アラン・ホールズワース、ジョー・ウォルシュ、パット・ベネター、リック・スプリングフィールド、ジョン・フォガティ、松任谷由実とともにツアーやレコーディングを行っている。彼はオリジナルの『CBSイブニングニュース』のテーマを共同で作曲した。また、ポップスやロック・ミュージックで幅広いキャリアを積んでおり、特に1980年代のハードロック・バンドであるジャイアントの創設メンバーにして、キーボード奏者、ソングライターとして活躍している。

## 略歴
パスクァはニュージャージー州ローゼル・パークで育った。
パスクァはニュー・トニー・ウィリアムズ・ライフタイムに加入し、アルバム『ニュー・トニー・ウィリアムズ・ライフタイム』と『ミリオン・ダラー・レッグス』に参加した。それから、エディ・マネーのバンドと共演し、その後はボブ・ディランのバンドに参加することになった。パスクァはディランの2枚のアルバム（『武道館』と『ストリート・リーガル』）をレコーディングしている。1980年代には、ジョン・フォガティとアルバム『アイ・オブ・ザ・ゾンビー』、スターシップとアルバム『ノー・プロテクション』、アラン・ホールズワースとアルバム『サンド』で演奏し、カルロス・サンタナによるアルバム『マラソン』『ジーバップ!』『ハバナ・ムーン』にキーボード奏者として参加した。
彼は1980年代後半のロック・バンドであるジャイアントの結成メンバーであり、バンドの最大のヒット曲である「I'll See You in My Dreams」を共同で作曲した。
2017年、パスクァはディランのノーベル文学賞の録音されたスピーチに、クレジット無しで「バックグラウンド-y」としてピアノ伴奏を提供した。

## ディスコグラフィ

### ソロ・アルバム
- 『ミラグロ』 - Milagro (1994年、Postcards)
- Dedications (1995年、Postcards)
- Lee Ritenour – Alive in L.A. (1997年、GRP)
- Live at Rocco (2000年、Fuzzy Music)
- The Music of Eric Von Essen, Vol. 1 (2000年、Cryptogramophone)
- The Music of Eric von Essen, Vol. 2 (2001年、Cryptogramophone)
- Badlands (2001年、Fuzzy Music)
- 『ボディ・アンド・ソウル』 - Body & Soul (2004年、Video Arts)
- My New Old Friend (2005年、Cryptogramophone)
- Solo (2007年、Alan Pasqua)
- Standards (2007年、Fuzzy Music) ※『今宵の君は』 - The Way You Look Tonightとして再発あり
- The Anti-Social Club (2007年、Cryptogramophone)
- 『ビル・エヴァンスへのオマージュ』 - Twin Bill: Two Piano Music of Bill Evans (2011年、BFM Jazz)
- The Interlochen Concert (2016年、Fuzzy Music)[4]
- Northern Lights (2018年、Gretabelle)
- Soliloquy (2019年、Gretabelle)

### 連名アルバム
- 『ブルース・フォー・トニー』 - Blues for Tony (2009年、Moonjune) ※with アラン・ホールズワース、チャド・ワッカーマン、ジミー・ハスリップ
- 『ニュー・シネマ・パラダイス - 映画音楽をジャズで』 - Standards 2: Movie Music (2010年、Fuzzy Music) ※with ピーター・アースキン、ボブ・ミンツァー、ダレク・オレシュキェヴィッチ
- 3 Nights in L.A. (2019年、Fuzzy Music) ※with ピーター・アースキン、ジョージ・ガゾーン、ダレク・オレス